# Pouteria undulatifolia
Pouteria undulatifolia är en tvåhjärtbladig växtart som beskrevs av Carlos Toledo Rizzini. Pouteria undulatifolia ingår i släktet Pouteria och familjen Sapotaceae. Inga underarter finns listade i Catalogue of Life.